# Кулинарные полуфабрикаты
Кулинарные полуфабрика́ты — разнообразные продукты питания, поступающие в продажу подготовленными для кулинарной обработки. Ассортимент кулинарных полуфабрикатов разнообразен: они могут быть мясными, рыбными, овощными, крупяными и комбинированными. Полуфабрикаты позволяют избежать трудоёмкой работы по первичной обработке сырых пищевых продуктов. Кулинарные полуфабрикаты следует отличать от кулинарных изделий, которые готовы к употреблению в пищу в холодном или разогретом виде.

## Мясные полуфабрикаты

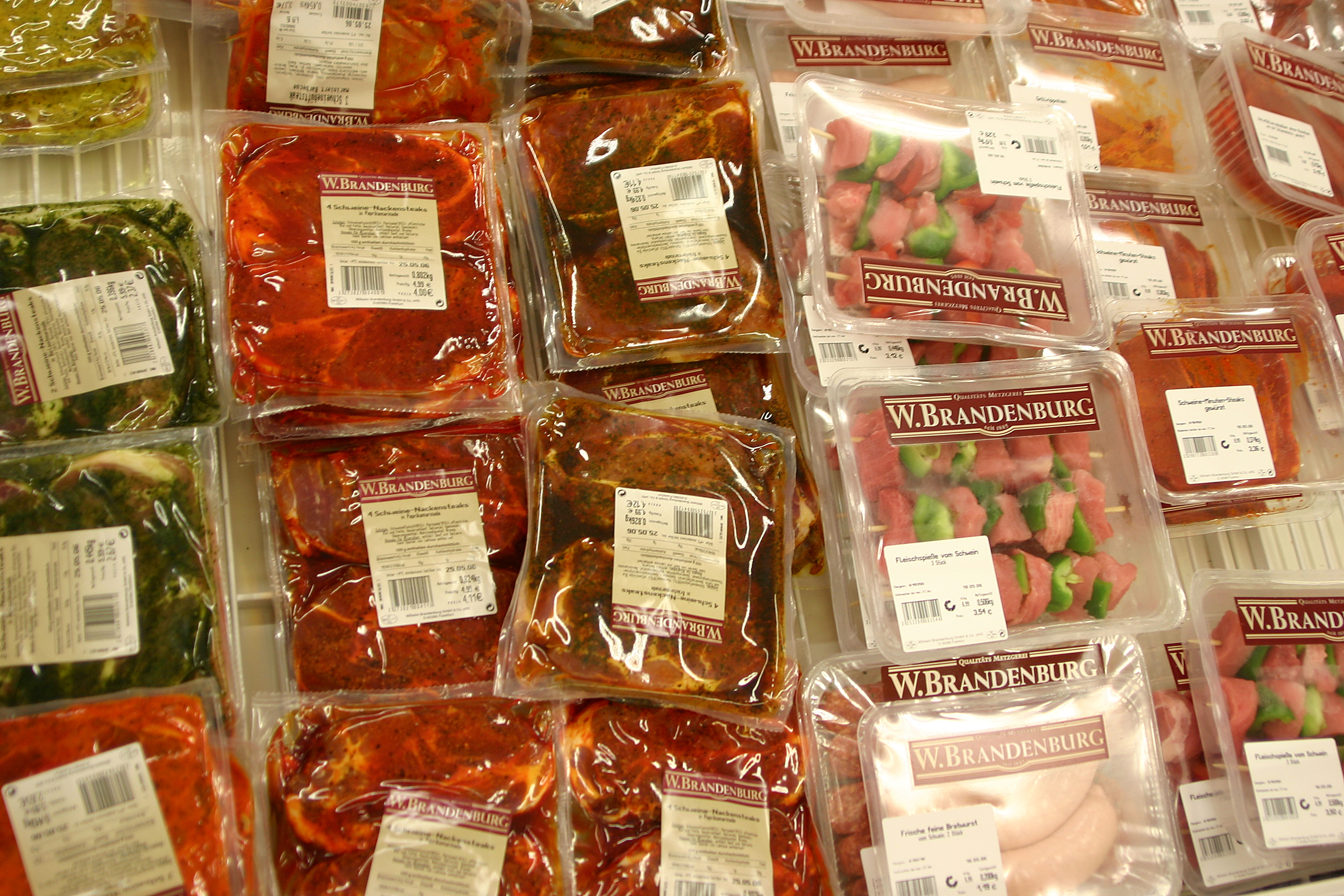
Мясные полуфабрикаты на прилавке супермаркета в Германии

Мясные полуфабрикаты по виду мяса подразделяются на говяжьи, бараньи и свиные, а по обработке — на натуральные, панированные и рубленые. К мясным полуфабрикатам относят фарш и пельмени.
Натуральные мясные полуфабрикаты представляют собой куски мяса от говяжьих, бараньих и свиных туш, они в свою очередь бывают крупно- и мелкокусковыми и порционными. Крупнокусковые полуфабрикаты из говядины и свинины не содержат костей: вырезка говяжья из подвздошно-поясничной мышцы, тонкий край говяжий, толстый край говяжий, заднетазовая говяжья часть, а также вырезка свиная целиком или кусками, окорок задний свиной, шейка свиная. Мелкокусковые полуфабрикаты получают из говядины, свинины и баранины, они пригодны для жарки (бефстроганов, поджарка, шашлык), тушения (азу, гуляш, плов, рагу) и варки (суповой набор). Порционные полуфабрикаты — куски мяса из наиболее нежных мышц: антрекоты, бифштексы, лангеты, эскалопы, филе, а также говядина, свинина и баранина духовые.
Панированные мясные полуфабрикаты — изделия из кусков мяса, смазанных яичной массой и обваленных в сухарной панировке. Рубленые полуфабрикаты получают из мясного фарша с добавлением яиц, соли и специй. К ним причисляют: бифштекс, шницель, купаты, котлеты московские, тефтели и пр. Мясные полуфабрикаты упаковывают в оборотные ящики, картонные коробки с отверстиями для циркуляции воздуха, прозрачную плёнку и полимерные материалы.

## Рыбные полуфабрикаты

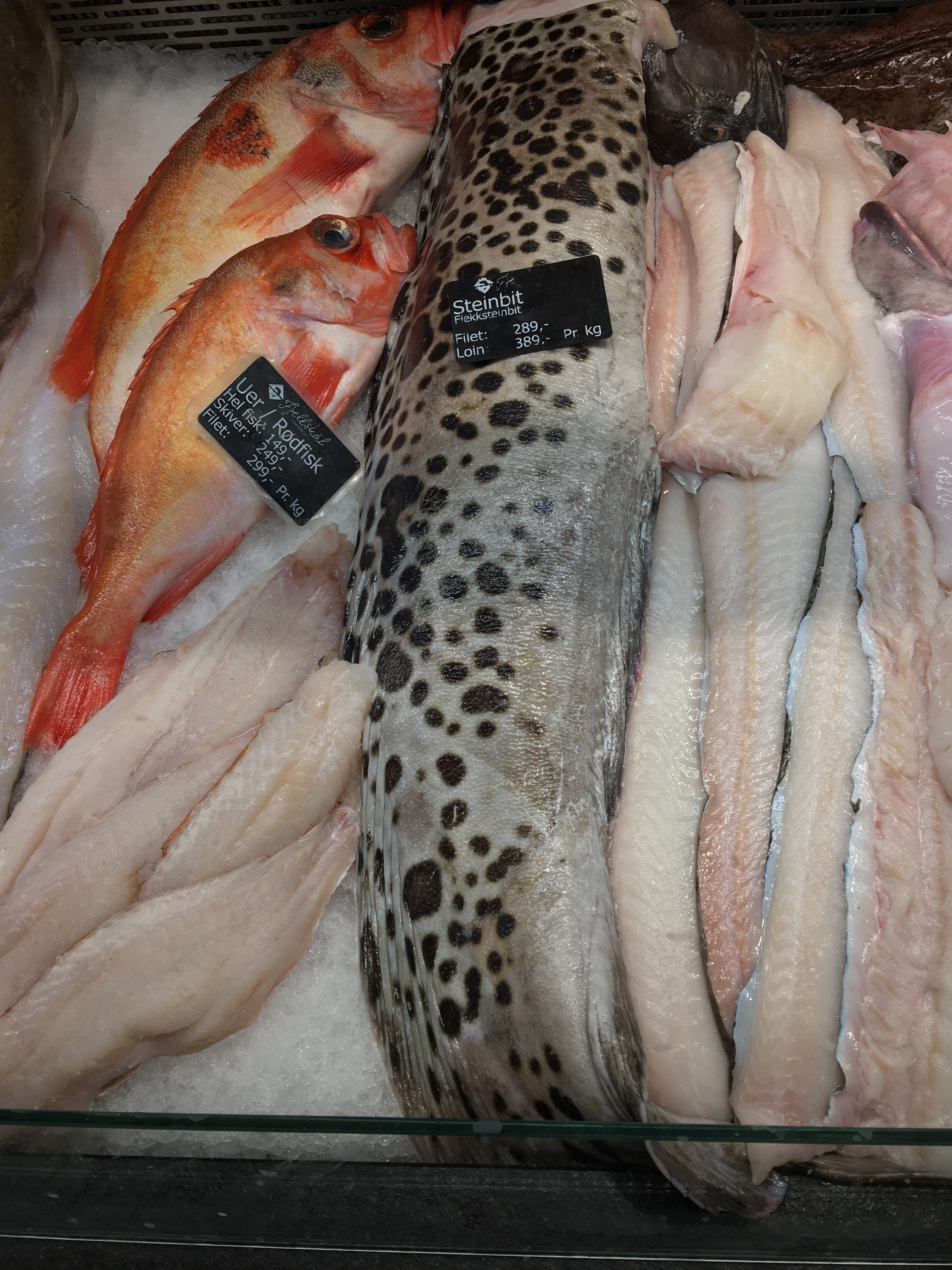
Разделанная рыба на прилавке рыбного рынка в Бергене

Рыбные полуфабрикаты являются в основном готовой продукцией, не требующей трудоёмкого процесса разделки рыбы, уже подготовленной к тепловой обработке и поставляемой потребителю в охлаждённом или замороженном виде. Производство рыбных полуфабрикатов позволяет рациональнее распоряжаться рыбным сырьём по сравнению с реализацией рыбы в целом, неразделанном виде, поскольку несъедобные отходы переработки рыбного сырья идут на приготовление кормовой продукции. На судах рыбные полуфабрикаты заготавливаются из только что выловленной рыбы с последующим замораживанием, а на береговых предприятиях — из живой и свежей, либо из мороженой рыбы после её размораживания.
К рыбным полуфабрикатам относят рыбу специальной разделки, рыбное филе, рыбный пищевой фарш, рыбные суповые наборы, рыбные котлеты и рыбные шашлыки, а также готовые к употреблению в пищу кулинарные изделия. Рыбу специальной разделки подготавливают из рыбы-сырца или охлаждённой рыбы: разделанной на тушку и кусок массой 0,2—1 кг, а крупную рыбу — на куски по длине противня весом не менее 1 кг. Мороженую рыбу специальной разделки выпускают в глазированном виде. Рыбный пищевой фарш из мяса нежирных рыб производится двух сортов: фарш рыбный и фарш особый (только из мякоти). Поступает в продажу в замороженном виде. Рыбные суповые наборы для приготовления ухи и супов состоят из кусочков тушек, калтычков, головы (без жабр), хрящей и хребтовых костей весом в 0,5—1 кг с набором пряностей. Рыбный шашлык готовят из осетровых рыб. К рыбным полуфабрикатам также относится сушёная рыба стокфиск и клипфиск, полученная холодным методом, которая для кулинарной доработки подвергается замачиванию.
В отличие от рыбных полуфабрикатов, рыбные кулинарные изделия готовы к употреблению в холодном или разогретом виде. Их подразделяют на следующие виды: натуральные (рыба жареная, отварная, печёная, заливная, зельцы, студни, рулеты), из рыбного фарша (котлеты, колбасы, сосиски, рыба фаршированная), рыбомучные (пирожки, кулебяки, расстегаи, беляши, чебуреки с рыбной начинкой), рыбные масла (селёдочное, креветочное и икорное), из солёных сельдевых рыб и скумбрии (паста, сельдь рубленая), замороженные (плов рыбный, солянка рыбная, уха рыбная, рыбные жареные палочки).